# Delitto e castigo - A Falsified Romance
Delitto e castigo - A Falsified Romance (罪と罰: A Falsified Romance?, Tsumi to Batsu: A Falsified Romance) è un manga scritto e disegnato da Naoyuki Ochiai, serializzato sulla rivista bimensile Manga Action della Futabasha, dal 23 gennaio 2007 al 15 marzo 2011. 
L'opera è una rielaborazione in chiave moderna del celebre romanzo del 1866 Delitto e Castigo di Fëdor Dostoevskij, di cui riprende i punti cardine della trama e le tematiche fondamentali.

## Trama
Miroku Tachi è uno studente universitario e hikikomori che decide di compiere un "gesto estremo", per dimostrare a sé stesso di esserne capace: uccidere una persona moralmente deprecabile, la studentessa ed enko Risa Shimazu. In realtà Miroku, dopo aver commesso il delitto, si ritrova a dover convivere con la propria colpa e con il timore di essere scoperto; lentamente, troverà però anche il cammino verso la redenzione.

## Manga

### Volumi
| 1  | 3 luglio 2007 | ISBN 978-4-575-83376-8 | 23 maggio 2015    | ISBN 978-8-867-12380-3 |
| 1  | Capitoli - 1. Il cavallo e le spranghe (馬と鉄棒?, Uma to tesubō) - 2. Il neet e la prostituta (ニートと娼婦?, Nīto to shōfu) - 3. Cola e caffè (コーラとコーヒー?, Kōra to kōhī) - 4. Notiziari e occhiali (ニュースとメガネ?, Nyūsu to megane) - 5. Osservazioni e annotazioni (観察と記録?, Kansatsu to kiroku) - 6. La strega e il giornalista (魔女とライター?, Majo to raitā) - 7. Paradiso e inferno (天国と地獄?, Tengoku to jigoku) - 8. Menzogne e baci (嘘とくちづけ?, Uso to kuchizuke) - 9. Il sole (日輪?, Nichirin) |                        |                   |                        |
| 2  | 28 novembre 2007 | ISBN 978-4-575-83429-1 | 20 giugno 2015    | ISBN 978-8-867-12349-0 |
| 2  | Capitoli - 10. Estate e indecisione (夏と逡巡?, Natsu to shunjun) - 11. Miko e Tojyo (ミーコと東京?, Mīko to Tōkyō) - 12. Inizio e fine (終わりと始まり?, Owari to hajimari) - 13. Fiducia e disprezzo (信頼と軽蔑?, Shinrai to keibetsu) - 14. Trick e Trial (トリックとトライアル?, Torikku to toraiaru) - 15. Esecuzione (決行?, Kekkō) - 16. Il fiore e il miele (花と蜜蜂?, Hana to mitsubachi) - 17. Sogno e realtà (夢と現実?, Yume to genjitsu) - 18. Sangue e labbra (血と唇?, Chi to kuchibiru) |                        |                   |                        |
| 3  | 28 aprile 2008 | ISBN 978-4-575-83478-9 | 8 agosto 2015     | ISBN 978-8-867-12373-5 |
| 3  | Capitoli - 19. Lama sguainata (白刃?, Hakujin) - 20. Lo specchio e la chiave (鏡と鍵?, Kagami to kagi) - 21. Crimine e indagine (犯罪と捜査?, Hanzai to sōsa) - 22. Guardie e ladri (脱兎と猟犬?, Datto to ryōken) - 23. Il guanto e la bicicletta (手袋と自転車?, Tebukuro to jitensha) - 24. Isolamento e mancamento (孤絶と喪神?, Kozetsu to sōshin) - 25. La porta e la cassetta delle lettere (扉とポスト?, Tobira to posuto) - 26. Confusione e coma (混乱と昏睡?, Konran to konsui) - 27. Orgoglio e vergogna (プライドと恥?, Puraido to haji)                                                                                   |                        |                   |                        |
| 4  | 27 settembre 2008 | ISBN 978-4-575-83534-2 | 28 novembre 2015  | ISBN 978-8-867-12426-8 |
| 4  | Capitoli - 28. La tresca e la massima (情事と箴言?, Jōji to shingen) - 29. Letteratura e dissolutezza (文学と放蕩?, Bungaku to hōtō) - 30. Eros e thanatos (エロスとタナトス?, Erosu to tanatosu) - 31. Terrore e adorazione (畏れと憧れ?, Osore to akogare) - 32. Sorella e fratello (姉と弟?, Ane to otōto) - 33. Felicità e libertà (幸福と自由?, Kōfuku to jiyū) - 34. Promesse e ombra (約束と影?, Yakusoku to kage) - 35. Le due rivoluzioni (二つの革命?, Futatsu no kakumei) - 36. Primavera e neve (春の雪?, Haru no yuki) |                        |                   |                        |
| 5  | 28 marzo 2009 | ISBN 978-4-575-83604-2 | 6 febbraio 2016   | ISBN 978-8-867-12476-3 |
| 5  | Capitoli - 37. Deviazione ed ebbrezza (迷走と酩酊?, Meisō to meitei) - 38. Insegnante e allieva (教師と教え子?, Kyōshi to oshiego) - 39. Trasgressione e sacrificio (破戒と犠牲?, Hakai to gisei) - 40. Violenza e sposa (暴力と花嫁?, Bōryoku to hanayome) - 41. Il castigo al suo delitto (その罪と罰?, Sono tsumi to batsu) - 42. Shinran e il semaforo (親鸞と信号?, Shinran to shingō) - 43. Sospetto e provocazione (疑惑と挑発?, Giwaku to chōhatsu) - 44. Questo mondo e l'aldilà (此岸と彼岸?, Shigan to higan) - 45. La schiena candida (白い背中?, Shiroi senaka)                                                            |                        |                   |                        |
| 6  | 28 luglio 2009 | ISBN 978-4-575-83652-3 | 24 settembre 2021 | ISBN 978-8-892-84081-2 |
| 6  | Capitoli - 46. Lacrime e sguardi (涙と眼差し?, Namida to manazashi) - 47. Tema e variazioni (主題と変奏?, Shudai to hensō) - 48. Famiglia e segreti (家族と秘密?, Kazoku to himitsu) - 49. Decisioni e dichiarazioni (決意と訣別?, Ketsui to ketsubetsu) - 50. Ombra e flebile luce (暗がりと灯火?, Kuragari to tomoshibi) - 51. Bibbia e pugni (聖書と鉄拳?, Seisho to tekken) - 52. Bestia e bestia (獣と獣?, Kemono to kemono) - 53. Casualità e necessità (偶然と必然?, Gūzen to hitsuzen) - 54. Trappola e svolta (企みと転回?, Takurami to tenkai)                                                                                |                        |                   |                        |
| 7  | 26 dicembre 2009 | ISBN 978-4-575-83710-0 | 15 ottobre 2021   | ISBN 978-8-892-84347-9 |
| 7  | Capitoli - 55. Malizia e passione (悪意と受難?, Akui to junan) - 56. Ansia e presentimento (不安と予感?, Fuan to yokan) - 57. Attraversare la strada (車道を渡る?, Shadō o wataru) - 58. La confessione (告白?, Kokuhaku) - 59. L'odio (憎しみ?, Nikushimi) - 60. Prova ed errore (試練と躓き?, Shiren to tsumazuki) - 61. A Falsified Romance (A Falsified Romance?) - 62. Contraddizione e conflitto (矛盾と葛藤?, Mujun to kattō) - 63. Apatia e tentazione (憂鬱と誘惑?, Yūutsu to yūwaku) |                        |                   |                        |
| 8  | 28 maggio 2010 | ISBN 978-4-575-83771-1 | 12 novembre 2021  | ISBN 978-8-892-84349-3 |
| 8  | Capitoli - 64. Spezie e benzina (スパイスとガソリン?, Supaisu to gasorin) - 65. Fantasmi e Paradiso (楽園と亡霊?, Rakuen to bōrei) - 66. Amore e tradimento (愛と裏切り?, Ai to uragiri) - 67. I fiori dell'Inferno (地獄に咲く花?, Jigoku ni saku hana) - 68. Preghiere e oracoli (跪拝と託宣?, Kihai to takusen) - 69. Il crepuscolo e la brezza (薄明と微風?, Hakumei to soyokaze) - 70. Aria fresca e domande (空気と問いかけ?, Kūki to toikake) - 71. Le pietre e l'uomo (石と人間?, Ishi to ningen) - 72. Speranza e disperazione (希望と絶望?, Kibō to zetsubō)                                                                  |                        |                   |                        |
| 9  | 27 novembre 2010 | ISBN 978-4-575-83841-1 | 13 maggio 2022    | ISBN 978-88-9284-124-6 |
| 9  | Capitoli - 73. Sudo e Echika (首藤とエチカ?, Sudō to Echika) - 74. I dubbi e le telefonate (迷いと電話?, Mayoi to denwa) - 75. Il giocattolo e il sequestro (玩具と略奪?, Omocha to ryakudatsu) - 76. La prigioniera e la pistola (虜と拳銃?, Toriko to kenjū) - 77. Il giovane e l'odore della morte (若者と死臭?, Wakamono to shishū) - 78. Il commiato (告別?, Kokubetsu) - 79. Il grilletto (ひきがね?, Hikigane) - 80. La fine del sogno (夢の終わり?, Yume no owari) - 81. I due che non possono tornare (帰れない二人?, Kaerenai futari) - 82. Il crollo (決壊?, Kekkai)                                                         |                        |                   |                        |
| 10 | 28 aprile 2011 | ISBN 978-4-575-83899-2 | 27 maggio 2022    | ISBN 978-88-9284-155-0 |
| 10 | Capitoli - 83. La sublimazione (止揚?, Shiyō) - 84. La morale (Ethica?) - 85. Il dono d'addio e la pioggia (餞と雨?, Hanamuke to ame) - 86. Ofelia e Orfeo (オフィーリアとオルフェウス?, Ofīria to Orufeusu) - 87. Il viaggio (旅立ち?, Tabidachi) - 88. La madre e il figlio (母と子?, Haha to ko) - 89. L'amicizia e la supplica (友情と願い?, Yūjō to negai) - 90. La via della luce (光の道?, Hikari no michi) - 91. L'interrogatorio e la confessione (誰何と宣明?, Suika to senmei) - 92. I trucchi e le conseguenze (手品とそれから?, Tejina to sorekara) - Ultimo capitolo. La rinascita (再生?, Saisei) - Extra. Post Scriptum |                        |                   |                        |